# Залізнична термінологія
Залізнична термінологія

## А
- А — серія паровозів «А»[ru].
- АБТЦ — Автоматичне Блокування з Тональними рейковими колами і Централізованим розміщенням апаратури.
- Автомотриса — автономний залізничний вагон з власним двигуном.
- Автозчеп — автоматичний зчіпний пристрій для зчеплення між собою одиниць рухомого складу.
- АРС — система Автоматичного Регулювання швидкості (рос. Скорости).
- АЛСН — Автоматична Локомотивна Сигналізація Неперервної дії.
- АЛСР — Автоматична Локомотивна Сигналізація з використанням Радіоканалу.
- АЛСТ — Автоматична Локомотивна Сигналізація Точкового зйому інформації.
- АСООД — Автоматизована Система рос. обнаружения вагонов с отрицательной динамикой.

## Б
- Б — серія паровозів «Б»[ru].
- Багажний вагон — вагон для перевезення багажу.
- Блокпост — роздільний пункт на залізничному перегоні, обладнаному напівавтоматичним блокуванням, використовується для керування світлофорами і семафорами.
- БМРЦ — система Блочної Маршрутно-Релейної Централізації керування руху поїздів на станції.
- Боксування — прослизання колісних пар (локомотива або моторвагонного рухомого складу) відносно поверхні рейок (поверхня кочення колісної пари має вищу лінійну швидкість, ніж поверхня рейки, по якій колісна пара котиться).
- Баластна призма — елемент верхньої побудови колії з баласту, що укладається на земляне полотно для стабілізації рейко-шпальної решітки при впливі динамічних навантажень від рухомого складу.

## В
- В — серія паровозів «В»[ru].
- Вагон
- Вагон безпересадкового сполучення
- Вагонне депо (ВЧД) — структурний підрозділ залізниці з обслуговування вагонів.
- Вагон-цистерна — вагон для перевезення рідин.
- Верхня будова колії
- Відбудовчий поїзд
- Вікно
- Вістряк (рос. остряк) — елемент стрілочного переводу.
- Вісь вагона чи локомотива — елемент колісної пари, що слугує для кріплення на ній коліс.
- Вловлювальний тупик
- Водомірне скло — елемент конструкції паровоза.
- Вузькоколійний — такий, що призначений для залізниці з шириною колії меншою, ніж стандартна для даної залізниці. Докладніше див. 1520 мм.
- Вузол — залізничний вузол.

- ВЧД — (Вагонна Частина Депо), те саме, що і вагонне депо.

## Г

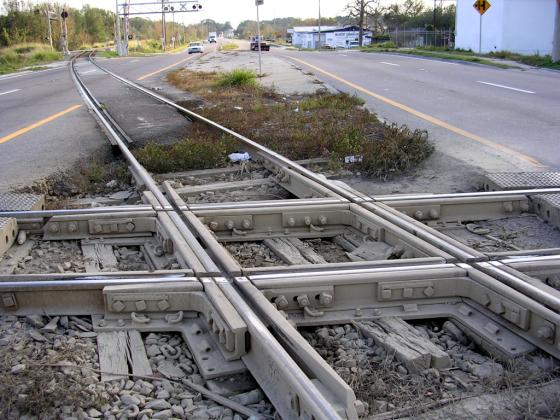
Глухий перетин

- Г — серія паровозів «Г»[ru].
- Габаритні ворота[ru]
- Гальмівна магістраль[ru]
- Гірка — сортувальна гірка.
- Глухий перетин — перетин залізничних колій в одному рівні без стрілок.
- Горловина — крайня частина залізничної станції, де відбувається розвиток колії (колій) перегону в колії станції, тобто збільшення кількості колій.
- Гр — серія паровозів.

## Д
- Д — серія паровозів «Д»[ru].
- Да і Дб — серії тепловозів (Тепловоз Да, тепловоз Дб)
- ДЛВОК — черговий по вокзалу (рос. дежурный по вокзалу).
- ДНЦ — поїзний диспетчер.
- ДС — начальник станції.
- ДСП — черговий по станції (рос. дежурный по станции).
- ДСПП — черговий по парку (дежурный по парку).
- ДСПГ — черговий по гірці (дежурный по горке).
- ДСЦ — маневровий диспетчер.
- Дитяча залізниця — заклад додаткової освіти і профорієнтування дітей, що використовує вузькоколійний рухомий склад.
- Дизель-поїзд —
- Дистанція лісозахисних насаджень — структурний підрозділ залізниці.
- Дистанція колії (ПЧ) — структурний підрозділ залізниці.
- Дистанція сигналізації і зв'язку (ШЧ) — структурний підрозділ залізниці.
- Дрезина — тип самохідного рухомого складу.
- Думпкар — саморозвантажний вагон або вантажний залізничний піввагон, кузов якого при розвантажуванні нахиляється на один бік пневматичним пристроєм.

## Е
- Е — серія паровозів «Е».
- ЕДС — Єдина Транспортна Система
- Електричне гальмування
- Електровоз
- Електромеханік СЦБ
- Електромонтер СЦБ
- Електропоїзд
- Електросекція

## Є
- ЄМР  — Єдина Мережева Розмітка (рос. ЕСР — единая сетевая разметка).

## Ж
- Ж — серія паровозів «Ж»[ru].

## З
- З — серія паровозів «З»[ru].
- Залізничний вузол
- Залізнична станція
- Залізничний переїзд
- Залізнична платформа (також Зупинна платформа) — платформа, що пролягає паралельно залізничним коліям, призначена для посадки і висадки пасажирів приміських поїздів.
- Зупинний пункт — те саме, що й зупинна платформа, однак посадка-висадка пасажирів може виконуватись і за відсутності самої платформи.
- Залізничний тунель

## И
- И — серія паровозів «И»[ru].
- ИДП — инструкция по движению поездов и маневровой работе, одна из трёх основных инструкций на железных дорогах СССР и России (наряду с ПТЭ и ИСИ)
- ИСИ — инструкция по сигнализации, одна из трёх основных инструкций на железных дорогах СССР и России (наряду с ПТЭ и ИДП)
- ИС — серія паровозів «ИС».

## І
- І — серія паровозів «І»[ru].
- Ізотермічний вагон

## К

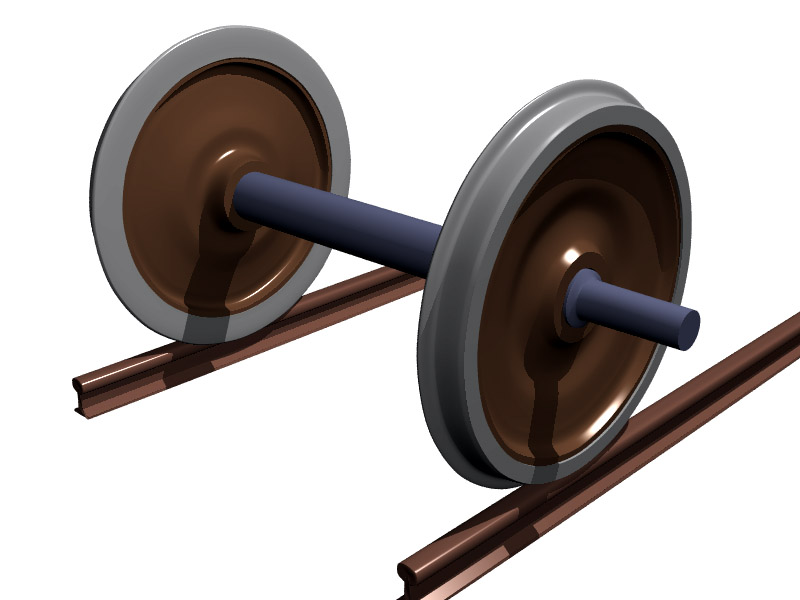
Колісна пара

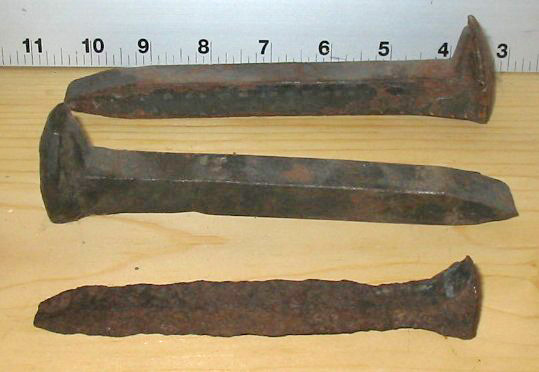
Костиль

- К — серія паровозів «К»[ru].
- Колійний пост — .
- Колісна пара — основний елемент ходової частини рухомого складу.
- Колія — .
- Контактна мережа
- Костиль — цвях, що забивають в шпали для фіксування на них рейок.
- Критий вагон
- КТСМ — Комплекс Технічних засобів (рос. Средств) Модернізований (потомок ДИСКа).
- КТП — Комплектна Трансформаторна Підстанція.
- КТППО — Комплектна Трансформаторна Підстанція рос. Подъёмно-Опускного типа.
- КЧ — див. Дистанція колії.

## Л
- Л — серії паровозів «Л»[ru], «Л» (пасажирський)[ru].
- ЛВ — серія паровозів «ЛВ»[ru].
- ЛВОК — начальник вокзалу.
- ЛВЧД (Л (телеграфний шифр пасажирської служби) + ВЧД) — пасажирське вагонне депо.
- Локомотив
- Локомотивне депо (ТЧ) — депо з обслуговування локомотивів.

## М
- М — серія паровозів «М»[ru].
- Маршрут
- МВПС
- Машиніст локомотива (ТЧМ)

## Н
- Н — серія паровозів «Н».
- Непарний (рос. нечётный) — термін, що позначає напрямок руху уздовж станції на північ і захід, а також обладнання і структури станції, що його стосуються. Наприклад непарний світлофор. Докладніше див. Горловина станції.
- Непогашене прискорення

## О

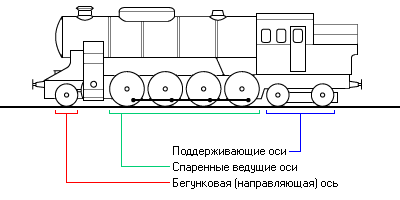
Осьова формула паровоза

- О — серія паровозів «О».

- Осьова формула — умовний опис основних параметрів екіпажної частини локомотива. Див. Осьова формула локомотива.
- ОПЦ — оператор поста централізації

## П

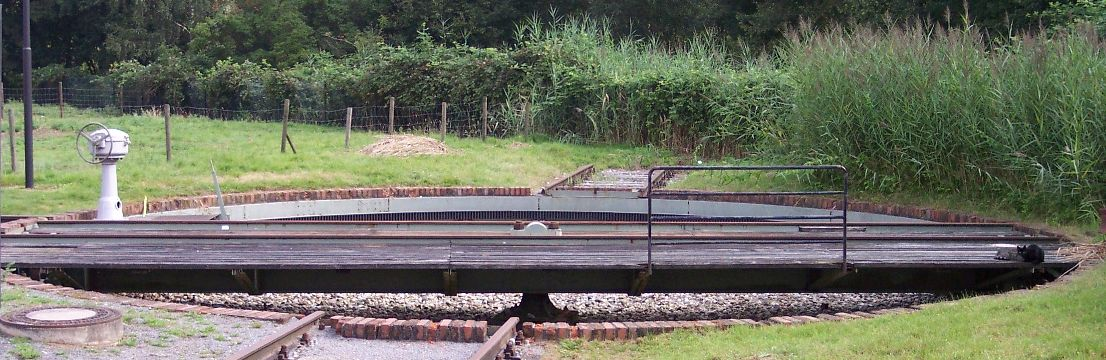
Поворотний круг

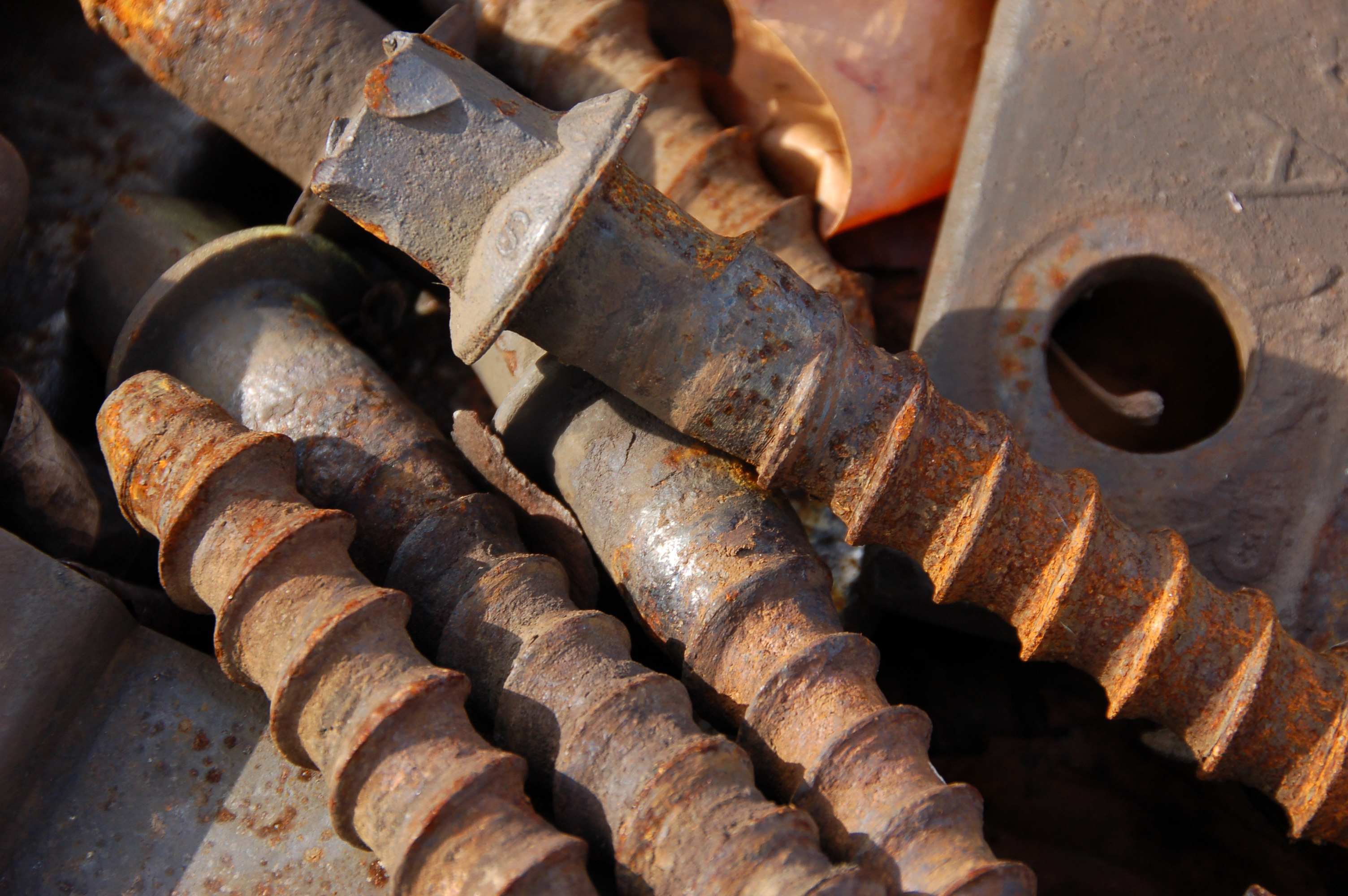
Колійні шурупи, або глухарі (кріпильні вироби)

- Паровоз
- Парний (рос. чётный) — термін, що позначає напрямок руху уздовж станції на південь і схід, а також обладнання і структури станції, що його стосуються. Наприклад парний світлофор. Докладніше див. Горловина станції.
- Піввагон
- ПМС (рос. Путевая Машинная Станция, укр. Колійно-машинна станція) — структурний підрозділ залізниці, механізоване рухоме підприємство колійного господарства.
- Поїзд, потяг — сформований і зчеплений состав вагонів з одним або кількома діючими локомотивами або моторними вагонами, який має встановленні сигнали.
- Поїзний диспетчер (ДНЦ)
- Повітрярозподільник[ru] (рос. воздухораспределитель)
- Поворотний круг — пристрій для розвороту рухомого складу на 180°.
- Поворотний трикутник — з'єднання залізничних колій у вигляді трикутника, с помощью которого можно развернуть на 180° подвижной состав
- Ползун[en] — пласка ділянка на поверхні катання колеса.
- Помічник машиніста локомотива (ТЧМП)
- ПТЕ — Правила Технічної Експлуатації залізниць, основна галузева інструкція на залізницях СРСР і країн колишнього СРСР.
- Протиугон — один з елементів верхньої будови залізничної колії, призначений для запобігання угону.
- Путевой шуруп (глухар[ru] — кріпильний виріб, що вкручується у шпали.

## Р
- Р — серія паровозів «Р»[ru].
- Реверсивне гальмування[ru]
- Рекуперативне гальмування
- Рекуперативно-реостатне гальмування
- Рейки — металевий профільний виріб по якому рухається рухомий склад.
- Рейковий автобус
- Реостатне гальмування
- Рефрижераторний вагон
- Рефрижераторна секція
- Розмір руху[ru]
- Російська колія (англ. Russian Gauge) — залізнична колія шириною 1519—1524 мм, яка використовується у пострадянських країнах. У вузькому сенсі має значення офіційно затвердженої ширини колії «Російських залізниць» — 1520 мм.
- Рухомий склад — будь-які самохідні і несамохідні локомотиви і вагони, всі, окрім вантажів на своїх осях.

## С

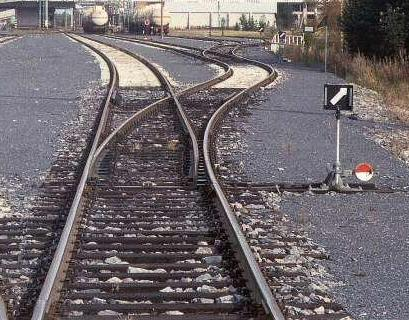
Стрілочний перевід

- С — серії паровозів «С»[ru], «Су»[ru].
- САВПЭ — Система Автоматичного Ведення Приміського Електропоїзда
- САИПС — Система Автоматичної Идентификации Подвижного Состава[1]
- Світлофор — засіб видимої сигналізації на залізницях, подающее сигналы в любое время суток только светом огней (а именно, цветом, миганием, числом, расположением огней).
- Світлофорна сигналізація — частина сигналізації на залізницях і рейковому транспорті, виконана на базі залізничних світлофорів.
- Семафор — засіб сигнализації для рухомого складу на залізницях, які обладнані напівавтоматичним блокуванням (чи електрожезловою системою) та ключовою залежністю стрілок і сигналів.
- Сортувальна станція — залізнична станція для масового розформування та формування поїздів.
- Спальний вагон
- Стрілка (Стрілочний перевід) — елемент стрілочного перевода.
- Стрілочний електропривід[ru]
- Струна — один з елементів контактної мережі, утримує контактний провід.
- Струна (СЦБ) — електричне коло БМРЦ, що повторює схему станції.

## Т
- Т — серії паровозів «Т»[ru], «Та»[ru], «Тб»[ru].
- Тепловоз
- ТРЦ — Тональна Рейко рос. Цепь
- ТЧР — ремонтне локомотивне депо або його начальник.
- ТЧ — Тягова Частина, те саме, що й локомотивне депо або його начальник.
- ТЧЭ — експлуатаційне депо або його начальник.
- Тяговий рухомий склад

## У
- У — серія паровозів «У».
- Угон колії — поздовжнє переміщення рейки під колесами поїзда під час його проходу, як правило спрямоване в бік його руху.
- УНЛМ - відділ транспортної міліції

## Ф
- Ф — серії паровозів «Ф»[ru] (системи Ферлі[ru]), «Фл»[ru] (Фламма). та електровозів «Ф».
- Фітінгова платформа

## Х
- Х — серія паровозів «Х»[en].
- Хопер — тип вагона.
- Хрестовина — елемент стрілочного переводу.

## Ц
- Ц — серія паровозів «Ц»[ru].

## Ч
- Ч — серія паровозів «Ч».

## Ш
- Ш — серії паровозів «Ш»[ru], «Ша»[ru].
- Ширина колії — відстань між внутрішніми поверхнями рейок колії.
- Шпали — дерев'яний або залізобетонний брус, елемент рейко-шпальної решітки.
- ШЧ — те саме, що й Дистанція сигналізації та зв'язку.

## Щ
- Щ — серія паровозів «Щ»[ru].

## Ъ
- Ъ — серія паровозів «Ъ»[ru].

## Ы
- Ы — серія паровозів «Ы».

## Ь
- Ь — серія паровозів «Ь»[ru].

## Э
- Э — серія паровозів «Э».
- Э — служба електрифікації та енергозабезпечення.
- ЭЦ — электрическая Централізація стрілок і сигналів.
- ЭЧ (ЭнергоЧасть) — дистанція електрифікації та енергозабезпечення.
- ЭЧЦ — енергодиспетчер.
- ЭЧЭ — тягова підстанція, дистанція електропостачання або її начальник.

## Ю
- Юз — прослизання колісних пар тягового рухомого складу відносно поверхні рейки (поверхня котіння колісної пари має лінійну швидкість нижчу за швидкість поверхні рейки відносно осі колісної пари).

## Я
- Я — серії паровозів «Я»[ru], «Я-01»[ru])

## Ѳ
- Ѳ (фіта) — серія паровозів «Ѳ»[ru].

## Ѵ
- Ѵ (іжиця) — серія паровозів «Ѵ».